# Jadwiga Apostoł
Pour les articles homonymes, voir Apostol.
Jadwiga Apostoł-Staniszewska (22 décembre 1913 - 2 février 1990) est une enseignante polonaise de l'entre-deux-guerres, une militante clandestine pendant la Seconde Guerre mondiale et une écrivaine de la Pologne d'après-guerre. 
Sous l'occupation allemande de Podhale, Apostoł (nom-de-guerre Barbara Spytkowska) devient la cofondatrice du groupe de résistance polonais appelé la Confédération des Tatras (en) (polonais : Konfederacja Tatrzańska), s'opposant activement à la germanisation des montagnards polonais. 
Apostoł survit aux camps de concentration nazis d'Auschwitz et de Malchow (en), ainsi qu'au camp de travail de Leipzig avant de retourner en Pologne. Après la libération soviétique — en tant que seul membre exécutif de la Confédération des Tatras encore en vie — elle est persécutée par le ministère de la Sécurité publique et condamnée à cinq ans de prison pour de fausses accusations. 
Libérée la même année grâce à une amnistie, elle est définitivement exclue de son métier d'enseignante. Jadwiga Apostoł passe le reste de sa vie à Szczecin. Elle revient à Podhale peu de temps avant sa mort et est enterrée à Nowy Targ. 

## Biographie
Jadwiga Apostoł est née à Nowy Targ, l'aînée des trois enfants de Wincenty Apostoł, organiste et chef de chœur, et Magdalena (née Czubernat), couturière. En 1932, elle est diplômée du Teachers' College et obtient un emploi dans une école primaire de Nowogródek (aujourd'hui Navahroudak en Biélorussie). Elle quitte Kresy pour Nowy Targ en 1939, seulement pour assister à l'invasion de la Pologne. Immédiatement après, sa famille commence à faire passer clandestinement des officiers polonais (ayant échappé à l'arrestation) de l'autre côté de la frontière vers la Slovaquie et la Hongrie pour rejoindre des formations militaires polonaises à l'étranger,. 
En mai 1941, Apostoł rejoint la Confédération des Tatras (KT), un groupe de résistance formé à Nowy Targ par Augustyn Suski (en) et Tadeusz Popek (en) pour s'opposer à l'action nazie de Goralenvolk (en) visant à la germanisation des montagnards polonais. Elle devient alors la secrétaire exécutive de KT chargée des tâches organisationnelles et administratives, écrivant des annonces pour des newsletters clandestines et tapant tous les imprimés du groupe. Pendant que ses parents surveillent la route, elle fait fonctionner une machine à dupliquer installée dans le grenier de leur maison isolée.

## Capture et persécution
La Confédération des Tatras gagne en popularité, comptant des dizaines de cellules dans les villes de Limanowa, Wadowice et Myślenice, et près de 500 membres à la fin de 1941. Cependant, en janvier 1942, le groupe est infiltré par la Gestapo et détruit,. 
Apostoł échappe à l'arrestation par hasard et se cache. Elle vivote entre Skomielna, Jordanów et Bogdanówka près de Myślenice, où elle est finalement vendue par un informateur et arrêtée avec son co-conspirateur Tadeusz Popek le 22 août 1942. 
Elle est amenée au Palace Hotel — le siège de la Gestapo à Zakopane — et interrogée pendant trois mois. De là, elle est transférée à la prison de Cracovie et un mois plus tard déportée à Auschwitz où elle a travaillé pour le commando de jardinage (prisonnier no 26 273). Le 18 janvier 1945, elle est évacuée vers Ravensbrück, avec le reste des prisonnières et emmenée dans son sous-camp de Malchow. Elle s'échappe près de Leipzig lors d'un transport et survit à la guerre. 

## Après la guerre
Après la guerre, Apostoł occupe des postes à Nowy Targ et Szaflary. En 1949, elle est arrêtée avec d'autres personnes par le ministère de la Sécurité publique et est accusée de complot contre la République populaire de Pologne. Elle est alors condamnée à cinq ans de prison, mais libérée peu de temps après en raison d'une grâce générale. 
Ostracisée par les autorités locales et incapable de trouver du travail, elle s'éloigne de Podhale et part pour Szczecin. Cependant, la persécution ne s'arrête par là ; elle est forcée de travailler comme manœuvre de construction pendant la décennie suivante. En 1964, elle épouse Ludwik Staniszewski, un employé de bureau. Elle vit et écrit ses mémoires à Szczecin jusqu'à sa retraite. 
Après la mort de son mari en 1985, Apostoł-Staniszewska retourne à Nowy Targ, où elle meurt le 2 février 1990, à l'âge de 76 ans.

## Travaux
- (pl) Echa okupacyjnych lat, Varsovie, Ludowa Spółdzielnia Wydawnicza, 1970, 322 p. (OCLC 3785812)
- (pl) Nim zbudził się dzień, Varsovie, Ludowa Spółdzielnia Wydawnicza, 1979, 215 p. (ISBN 83-205-3159-4)
- (pl) Ucałujcie polska ziemię. Non publié.
- (pl) Spotkania z przeszłością. Non publié.